# Cigclisula ramparensis
Cigclisula ramparensis är en mossdjursart som beskrevs av Ratna Guha och Gopikrishna 2007. Cigclisula ramparensis ingår i släktet Cigclisula och familjen Colatooeciidae. Inga underarter finns listade i Catalogue of Life.